# Эоломея
«Эоломея» (нем. Eolomea) — художественный фильм немецкого режиссёра Германа Чохе по мотивам книги Анжела Вагенштайна. Производство студии ДЕФА (ГДР) при участии советских и болгарских кинематографистов.

## Сюжет
Компетентные организации, отвечающие за безопасность полётов, совершаемых с планеты Земля, обеспокоены непонятными происшествиями на космической базе «Марго». В течение трёх дней бесследно исчезли сразу несколько кораблей с экипажами. Совет института космических исследований заслушал доклады специалистов и принял решение запретить вылеты до прояснения ситуации.
У профессора Марии Шолль возникло подозрение, что один из докладчиков на вчерашнем заседании Совета, профессор Оли Таль, явно не договаривает и пытается утаить важную информацию. Она добивается с ним встречи и выясняет некоторые подробности, относящиеся к происшедшим исчезновениям кораблей.
Оли Тал рассказал своей собеседнице, что в конце XIX столетия английские астрономы обнаружили странное свечение в созвездии Лебедь. Явление повторялось c удивительной периодичностью каждые 24 года. Вскоре после первого космического полёта советские астрономы выдвинули гипотезу о том, что это свечение не может быть естественного происхождения. Были предположения, что это лазерный луч максимальной мощности, зондирующий нашу солнечную систему в поисках контакта.
Пьер Бродский, ведущий сотрудник обсерватории на горе Арарат, вычислил данные гипотетической планеты и пришёл к выводу, что имеет дело с симметричным эквивалентом Земли, только без полюсов и тропиков. Он назвал эту планету Вечная весна или Эоломея, используя орфографию светового сигнала в применении к азбуке Морзе: Э-О-Ло-Ме-Я.
Профессор Тал настойчиво предлагал организовать полёт к Эоломее, но научный совет признал такой полёт нереальным, учитывая небольшие скорости современных ракет. Не желающие и дальше оставаться пассивными наблюдателями, для вступления в контакт с цивилизациями из глубокого космоса, 146 молодых учёных добровольно вызвались на рискованный шаг: они решили похитить необходимые для экспедиции ракеты и стартовать на них, не имея формального согласия Совета, чтобы приблизить мечту о встрече с внеземным разумом.

## Формат фильма
Фильм снимался на плёнке производства «ORWO» (ГДР). В прокат фильм был выпущен на 70-мм плёнке с размером кадра 48x22 миллиметра (широкий формат 70/5). Также существовала широкоэкранная версия фильма, отпечатанная на 35-мм плёнке.

## Интересные факты
В Советском синхронном дубляже в сцене, где робот несёт кофе (1:04), он вместо банальной фразы «Я несу Вам кофе» поёт песенку (металлическим голосом) «… отведать кофе марсианский … если я пойду направо … если я пойду налево …»

## В ролях
- Кокс Хаббема — профессор Мария Шолль
- Иван Андонов — капитан Дениель Ланьи (озвучил Манфред Куг)
- Рольф Хоппе — профессор Оли Зигмундович Таль
- Всеволод Санаев — пилот Кун (озвучил Фред Дельмаре)
- Пётр Слабаков — Пьер Бродский
- Вольфганг Грезе — председатель Совета института космических исследований
- Хольгер Малих — навигатор
- Беньямин Бессон — Зима Кун, сын пилота
- Арндт-Михаэль Шаде — первый спасатель
- Гаральд Вандель — второй спасатель
- Юрген Шарфенберг — третий спасатель
- Эвелин Опочински — эпизод
- Юстус Фриче — эпизод
- Хайдемария Шнайдер — эпизод

## Съёмочная группа
- Книга: Анжел Вагенштайн
- Сценарий: Вилли Брюкнер
- Режиссёр-постановщик: Герман Чохе
- Оператор-постановщик: Гюнтер Яойте
- Композитор: Гюнтер Фишер
- Художник по костюмам: Барбара Мюллер
- Монтажёр: Хельга Генц
- Комбинированные съёмки:
  - Оператор: Борис Травкин
  - Художник: Курт Маркс
- Ассистент режиссёра: Элеонора Дрессель
- Продюсер: Доротея Хильдебрандт